# Табалды
Табалды — вымерший хутор Якшимбетовского сельсовета Кумертауского района Башкортостана.
Исключён из списков населённых пунктов в 1980 году согласно Указу Президиума ВС Башкирской АССР от 05.11.1980 N 6-2/359 «Об исключении некоторых населенных пунктов из учетных данных по административно-территориальному делению Башкирской АССР»